# Bryum depressum
Bryum depressum är en bladmossart som beskrevs av C. Müller och Brotherus 1897. Bryum depressum ingår i släktet bryummossor, och familjen Bryaceae. Inga underarter finns listade i Catalogue of Life.